# Veronaea carlinae
Veronaea carlinae är en svampart som beskrevs av M.B. Ellis 1976. Veronaea carlinae ingår i släktet Veronaea, divisionen sporsäcksvampar och riket svampar.   Inga underarter finns listade i Catalogue of Life.